# Tunézia államfőinek listája
Ez a szócikk Tunézia elnökeinek listája, a köztársaság 1957-es kikiáltásától kezdve. Az 1957 előtti uralkodókat a Tunézia uralkodóinak listája című szócikk tartalmazza.
| # | Név                           | Kép | Élt       | Hivatalba lépett   | Hiv. idő vége                          | Delegáló párt |
| - | ----------------------------- | --- | --------- | ------------------ | -------------------------------------- | ------------- |
| 1 | Habib Burgiba                 |     | 1903–2000 | 1957. július 25.   | 1987. november 7. (puccsal elmozdítva) | Destour       |
| 2 | Zín el-Ábidín ben Ali         |     | 1936–2019 | 1987. november 7.  | 2011. január 14. (lemondott)           | Destour RCD   |
| – | Mohammed Gannúsi (ideiglenes) |     | 1941–     | 2011. január 14.   | 2011. január 15.                       | RCD           |
| – | Fuád Mebaza (ideiglenes)      |     | 1933–2025 | 2011. január 15.   | 2011. december 13.                     | pártonkívüli  |
| – | Monszef Marzúki (átmeneti)    |     | 1945–     | 2011. december 13. | 2014. december 31.                     | CPR           |
| 3 | Bedzsi Kaid esz-Szebszi       |     | 1926–2019 | 2014. december 31. | 2019. július 25.                       | Nidaa Tounes  |
| 4 | Kaisz Szaíd                   |     | 1958–     | 2019. október 23.  |                                        | független     |

## Lásd még
- Tunézia uralkodóinak listája
- Tunézia kormányfőinek listája

## Külső hivatkozások
- Tunézia történelme, jelképei és vezetői (WorldStatesmen.org) (angolul)